# Хаулик, Юрай
Юрай Вараяи Хаулик (хорв. Juraj de Varalya Haulik, словац. Juraj Haulík Váralyai,, венг. Haulík Váralyai György; 20 апреля 1788 — 11 мая 1869) — хорватский кардинал словацкого происхождения, первый архиепископ Загреба, бан Хорватии в 1840-1842 и в 1845-1848 годах. Видный церковный, общественный и политический деятель Хорватии середины XIX века.
Юрай Хаулик родился 20 апреля 1788 года в Надьсомбате, Королевство Венгрия (ныне Трнава, Словакия). Словак по национальности. В юности изучал теологию и философию в семинарии Трнавы, архиепископском лицее в Эстергоме и в Венском университете. 3 декабря 1810 года рукоположен в диаконы, 18 апреля 1811 года - в священники.
Работал в епархиях Комарно и Буды, с 1820 года секретарь архиепархии Эстергома, с 1825 года - каноник кафедрального капитула в Эстергоме. В 1832 году переехал в Загреб, где стал настоятелем кафедрального собора.
В 1837 году после смерти загребского епископа Александра Алаговича Хаулик был назначен новым епископом Загреба. Епископская хиротония состоялась 10 декабря 1837 года, главным консекратором был Людовико Алтиери, папский нунций в Вене. В 1840 году после смерти бана Франьо Влашича Хаулик также был избран и на пост бана, совмещая с этого момента высшую государственную и высшую церковную должность Хорватии.

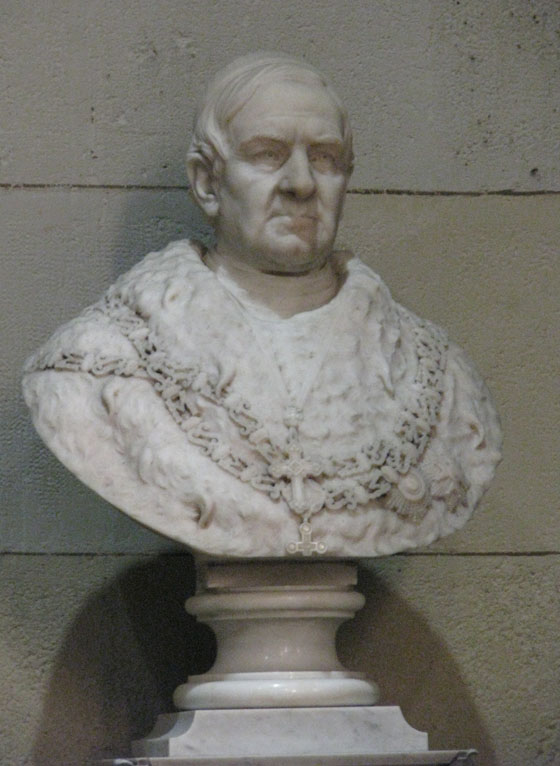
Бюст Юрая Хаулика в Загребском соборе

Хаулик был активным сторонником и участником хорватского национального возрождения, поддерживал внедрение хорватского языка в образование и общественную жизнь, защищал национальные школы. В 1842 году он принимал участие в создании Матицы хорватской. В том же году на посту бана его сменил венгр Ференц Халлер, который был сторонником мадьяризации Хорватии. Протест Хорватской народной партии против мадьяризации привёл в 1845 году к беспорядкам, при подавлении которых 13 человек было убито. Халлер был смещён с поста бана, который вновь занял епископ Хаулик. Он пробыл на этом посту до 1848 года, когда на фоне начавшейся революции в Венгрии на пост бана Сабором был избран генерал Йосип Елачич.
В 1852 году загребская епархия была возведена в статус архиепархии и Хаулик стал первым загребским архиепископом. На консистории 16 июля 1856 года был назначен кардиналом с титулом церкви Санти-Кирико-э-Джулитта, став первым кардиналом, имеющим кафедру на территории Хорватии. С этими назначениями реализовалась одна из главных целей Хаулика, автономия церковной жизни в Хорватии от Венгрии.
Кардинал Хаулик скончался 11 мая 1869 года в Загребе. В 1999 году Словакия и Хорватия выпустили совместную марку, посвящённую кардиналу Хаулику.